# (155083) Banneker
(155083) Banneker est un astéroïde de la ceinture principale.

## Description
(155083) Banneker est un astéroïde de la ceinture principale. Il fut découvert le 30 septembre 2005 à Calvin-Rehoboth par Lawrence A. Molnar. Il présente une orbite caractérisée par un demi-grand axe de 2,90 UA, une excentricité de 0,10 et une inclinaison de 1,4° par rapport à l'écliptique.

## Compléments